# Ritratto della duchessa de Alba in nero
Il Ritratto della duchessa de Alba in nero è un dipinto a olio su tela (210x148 cm) realizzato nel 1797 dal pittore spagnolo Francisco Goya. È conservato nell'Hispanic Society of America di New York.
La donna raffigurata è la duchessa de Alba rimasta vedova del marito don José Alvarez de Toledo, marchese di Villafranca. Indossa un vestito nero da maja e indica imperiosamente una scritta sulla sabbia.

## Storia

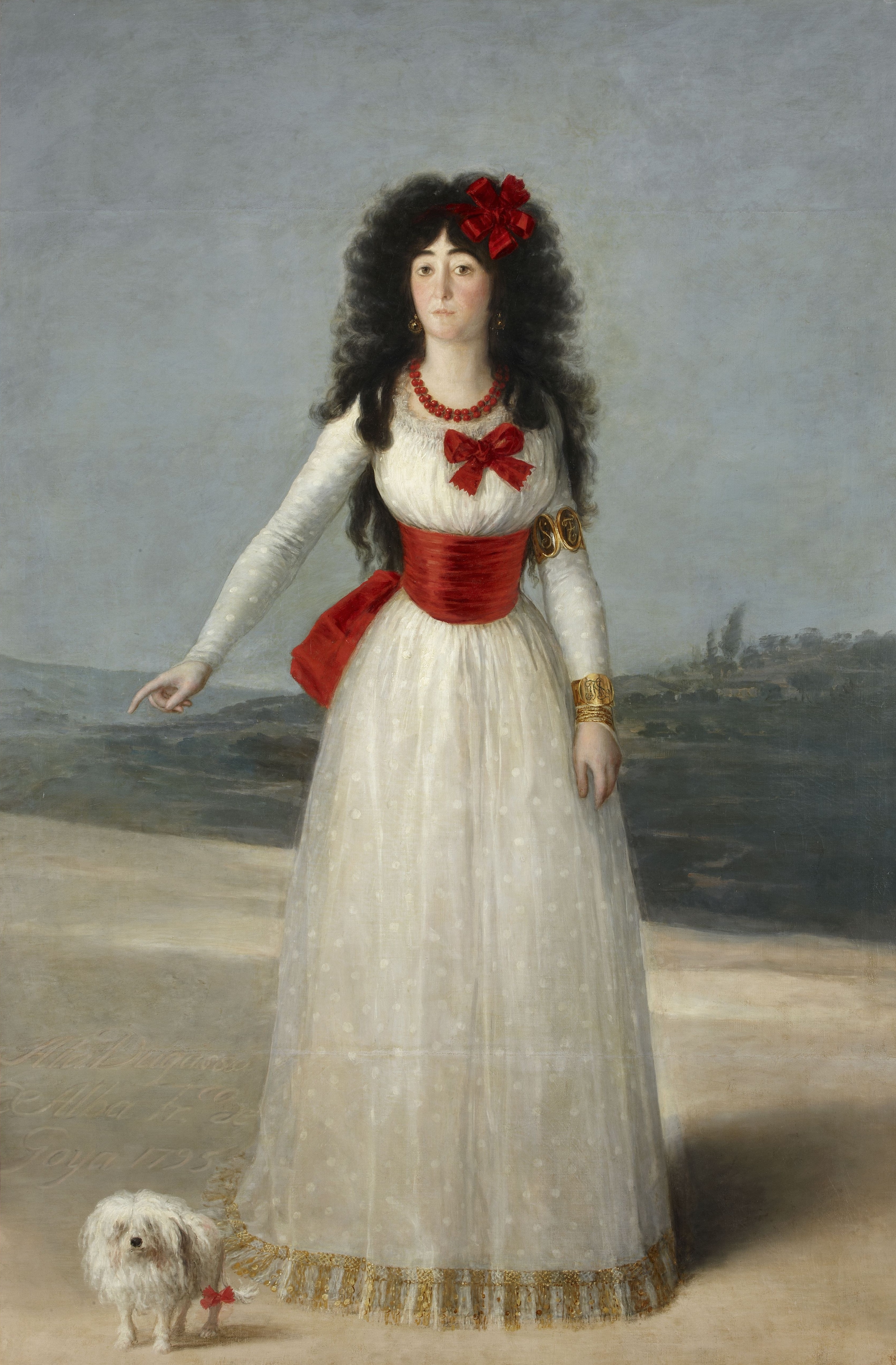
Francisco Goya, La duchessa de Alba, 1795, Olio su tela, 194 x 130, Madrid, Museo del Prado

Goya aveva conosciuto la duchessa de Alba nel 1795 e le aveva fatto un ritratto; in quell'occasione erano probabilmente divenuti amanti. Nel 1797 il duca de Alba, don José Alvarez de Toledo, muore a Siviglia. La moglie, dopo i funerali, si reca nella residenza dei duchi d'Alba a Sanlúcar e lì trascorre l'estate insieme a Goya.
Forse sono mesi d'amore, forse no, nulla è rimasto di scritto, nessun aneddoto o allusione. Ma disegni sì, schizzi che anche quando non la ritraggono direttamente, le assomigliano, come se Goya pensasse molto a lei. È il cosiddetto Album A di Sanlúcar. E poi il dipinto, questo: due anni sono trascorsi dal primo ritratto, in bianco, della duchessa. Ora la dipinge in nero, il lutto della vedovanza ma, al tempo stesso, in un gioco equivoco, l'abito delle majas, delle popolane di Madrid.
Goya porterà questo quadro sempre con sé. Alla morte della moglie, lascerà il ritratto al figlio Javier. E quando la duchessa di lì a poco morirà, lascerà anch'ella una rendita di 10 reali al giorno allo stesso Javier. La duchessa apparirà ancora nei Caprichos: il Capricho 61, Andata per sempre, la ritrae fluttuante nell'aria sulle teste di tre stregoni-toreri. Il viso è sempre altezzosamente distaccato.

## Descrizione e stile
Il paesaggio è sgombro di orpelli e serve solo da sfondo per la figura che si staglia regalmente altezzosa, avvolta nel panno nero come una vera maja. La donna sembra quasi inarcare le reni per slanciare la figura. Più che una vera trasgressione – era una moda ormai diffusa tra la nobiltà – l'abito sembra invece simbolo di un gioco estremo, il travestimento come nuova arma di seduzione. La duchessa è ritratta mentre si staglia impettita sotto un cielo gravido di pioggia, davanti a un fiume dove si riflette la luce dorata della Spagna, con il piede sinistro leggermente avanzato e la mano sinistra adagiata sul fianco; 
Goya le disegna al dito un anello gentilizio dove è inciso «Alba». «Solo Goya» – è inciso sulla sabbia, a poca distanza dai piedi della duchessa (potrebbe forse cancellarlo, se soltanto volesse). E ce lo indica, quel nome, ci ordina di leggerlo, mentre il volto, come quello degli dei, è austeramente inespressivo.
Se non furono amanti – si veda la malcelata delusione del rifiuto nella lettera a Zapater in cui chiede all'amico di «aiutarlo a dipingere la d'Alba» - tuttavia la donna fu certamente la sua musa che alimenterà passioni fertilissime: l'estate di Sanlúcar e la sua assorta felicità avrebbero generato il buio, nella sua vita e nella storia di Spagna e d'Europa. Dice Pierre Gassier che «tutto quello che fino ad allora gli era sembrato solido e gradevole sembra come disgregarsi intorno a lui. Tutto questo, insieme alla delusione d'amore, turbina nel cervello di Goya e affolla la sua solitaria sordità di riflessioni e di sdegno non ben definiti».